# Lions (Album)
Lions ist das sechste Studio-Album der amerikanischen Rockband The Black Crowes und wurde 2001 unter dem Label V2 Records veröffentlicht.

## Hintergrund
Lions wurde im Januar und Februar 2001 Jahres in New York City aufgenommen und von Don Was produziert.
Das Album erreichte bei seiner Veröffentlichung in den Billboard 200 den 20. Platz. In der ersten Woche wurden mehr als 53.000 Alben verkauft. Lions erhielt gemischte Kritiken. Es wurde im Allgemeinen gut angenommen, allerdings wurde bemängelt, dass Hits fehlten.
Die Band unterstützte ihr Album mit zwei Tourneen durch Nordamerika und dazwischen mit einer kurzen Tour durch Japan und Europa.
Nach Beendigung der Tourneen nahm sich die Band bis 2005 eine Auszeit.

## Titelliste
1. Midnight from the Inside Out – 4:21
2. Lickin’ – 3:42
3. Come On – 2:58
4. No Use Lying – 4:57
5. Losing My Mind – 4:26
6. Ozone Mama – 3:54
7. Greasy Grass River – 3:20
8. Soul Singing – 3:54
9. Miracle To Me – 4:42
10. Young Man, Old Man – 4:14
11. Cosmic Friend – 5:23
12. Cypress Tree – 3:41
13. Lay It All on Me – 5:59

### Japanische Version
1. Love Is Now – 4:22

Bei der Aufnahmesession wurden zusätzlich noch die Lieder Last Time Again, Sleepyheads, The Pretty Gurl Song, Let The Band Play und Remember Song festgehalten, bei den beiden letztgenannten sind die Titel allerdings nicht klar festgelegt.

## Single-Auskopplungen
Lickin’ und Soul Singing wurden 2001 als Singles veröffentlicht. Hierbei wurden Last Time Again, Love Is Now und Sleepyheads von der Aufnahmesession publiziert. Als dritte Single sollte Miracle To Me mit dem Lied The Pretty Gurl Song als B-Seite erscheinen. Die Veröffentlichung wurde jedoch abgesagt.

## Personal

### Band
- Chris Robinson: Gesang, Mundharmonika
- Rich Robinson: Gitarre, Bass, Klavier auf Lay It All on Me, Gesang
- Steve Gorman: Schlagzeug, Percussion
- Eddie Harsch: Keyboard
- Audley Freed: Gitarre[9]

### Zusätzliche Musiker
- Don Was: Bass auf Come On und Lay It All on Me
- Craig Ross: Gitarre auf Greasy Grass River[10]
- Maxine Waters, Oren Waters, Rose Stone und Julie Waters: Background Vocals auf Soul Singing